# 제도 (청나라)
간순친왕(簡純親王, 본명은 아이신줴뤄 지두(愛新覺羅 濟度, 애신각라 제도), 1633년 ~ 1660년)은 중국 청나라의 황족 종실이며 장군 겸 정치인이다.

## 생애
정헌친왕 아이신기오로 지르갈랑의 차남이고 청 태종 숭덕제의 5촌 조카이며 청 세조 순치제의 6촌 형인 그는 1660년에 향년 27세로 훙서(요절)하였다.

## 직계 친척 관계
- 사위: 보르지기트 반디
- 친조부: 화석장친왕 슈르하치
- 종조부(큰할아버지): 천명제 누르하치
- 5촌 종숙부: 청 태종 숭덕제
- 6촌 아우: 세조 순치제
- 7촌 조카: 아이신줴뤄 뉴뉴
- 7촌 조카: 유헌친왕
- 7촌 조카: 강희제
- 7촌 조카: 영친왕
- 7촌 조카: 화석공친왕